# Navigation sur le Pô
 (juillet 2022).
Si vous disposez d'ouvrages ou d'articles de référence ou si vous connaissez des sites web de qualité traitant du thème abordé ici, merci de compléter l'article en donnant les références utiles à sa vérifiabilité et en les liant à la section « Notes et références ».
Pour un article plus général, voir Pô.
À une époque[Quand ?], le Pô était le meilleur moyen de communication entre l'Adriatique et le nord-ouest du pays (Bologne, Milan), traversant ainsi toute la plaine du Pô.

## Itinéraire
Depuis l'Antiquité, les bateaux partant du port maritime de Goro situé (à cette époque) à l'extrême Est du Delta du Pô arrivaient au cœur de la Lombardie, apportant des personnes et des marchandises de toutes sortes. Au fil du temps, le trafic s'intensifie, affectant même le Tessin et le lac Majeur jusqu’en Suisse, le Mincio et le lac de Garde, l’Adda et le lac de Côme ainsi que les canaux artificiels desservant les principales villes de la plaine du Pô  (canaux de Bologne et canaux de Milan) construits entre le moyen âge et de l'ère moderne. La rivière était le chemin d'accès bidirectionnel de bateaux toujours plus nombreux et plus grands, commandés  par d'experts « barcai» (bateliers).

## Navigation
La descente a été, dans de nombreux cas, problématiques. Afin de maintenir la route, l’aide était assurée avec le gouvernail et les rames, parfois en faisant glisser à la poupe, des chaînes pour ralentir un courant trop fort. À d'autres moments pour corriger la route il fallait jeter sur le fond, à droit ou à gauche de la coque, une ancre pour changer la direction ; Les bateliers évitaient ainsi les bancs de sable.
La remontée à contre-courant était un autre problème. On utilisait le remorquage par chevaux, ânes, bovins ou même des hommes, ouvrant la voie le long de la rive. Le gouvernail assurait la direction et les rames aidaient à surmonter les difficultés sur le trajet. On utilisait une « gaffe », une longue perche munie d’un double crochet métallique pour retenir l’embarcation ou pour la pousser en marchant d’avant en arrière sur toute la longueur du bateau. 
Par vent d’Est, assez constante à certains moments, on hissait  les voiles, comme avec le « trabaccolo » de l'Adriatique. Beaucoup de bateaux étaient du type "Bucintoro", "rascona", "gabares", "magàna", "barbotta",  "burchiello" différents de par le profil de la poupe et de la proue, par hauteur de franc-bord, la taille et le tirant d’eau. Tous les bateaux sur la rivière avaient des caractéristiques similaires : la proue soulevée, qui gardait son allure gracieuse même lorsque le bateau a été chargé à ras bord. Le fond plat servait pour naviguer même en eau peu profonde, souvent insidieux.
Les bateaux ont été construits dans les chantiers navals le long des rives de la rivière. La plus célèbre est peut-être celle de maître Subbia, à Occhiobello. Autres chantiers importants : les frères Dante et Otello Chezzi de Boretto (Reggio Emilia), qui ont construit des bateaux de grandes dimensions depuis le début du XIXe siècle. Puis des bateaux équipés pour chasser les canards et les oies. 
Aujourd'hui[Quand ?], parmi les nombreux bateaux qui voguent sur le fleuve, certains sont encore en bois avec des lignes classiques des anciennes "barbotta" et  "batèl da Po". La ligne est effilée sur les deux modèles, environ 7 mètres de longueur et largeur de 1,10 mètre, légèrement plus étroites à l'arrière pour faciliter la remontée à contre-courant. On construit des navires en bois encore aujourd'hui avec les techniques traditionnelles. Les bois utilisés sont principalement le chêne, le mélèze, l’acacia et les bandes sont mouillées, pliées à la vapeur puis clouées pour, en fin de montage, êtres ensuite calfeutrées. 
A l'ère de la motorisation a remplacé la voile. Maintenant[Quand ?], presque tous les bateaux sont équipés de moteur hors-bord. La longueur du bateau et la ligne hydrodynamique permettent une navigation rapide même avec des moteurs de faible puissance. Malgré certains « puristes » préférant l'aviron et la voile, le moteur hors-bord a été accepté presque par tous.